# العلاقات التشيكية الدومينيكانية
العلاقات التشيكية الدومينيكانية هي العلاقات الثنائية التي تجمع بين التشيك وجمهورية الدومينيكان.

## مقارنة بين البلدين
هذه مقارنة عامة ومرجعية للدولتين:
| وجه المقارنة                                              | التشيك                                                                            | جمهورية الدومينيكان |
| --------------------------------------------------------- | --------------------------------------------------------------------------------- | ------------------- |
| المساحة (كم2)                                             | 78.87 ألف                                                                         | 48.67 ألف           |
| عدد السكان (نسمة)                                         | 10.52 مليون                                                                       | 10.40 مليون         |
| الكثافة السكانية (ن./كم²)                                 | 133.38                                                                            | 213.68              |
| العاصمة                                                   | براغ                                                                              | سانتو دومينغو       |
| اللغة الرسمية                                             | اللغة التشيكية                                                                    | اللغة الإسبانية     |
| العملة                                                    | كرونة تشيكية، كرونة تشيكوسلوفاكية                                                 | بيزو دومنيكاني      |
| الناتج المحلي الإجمالي (بليون دولار)                      | 215.73 مليار                                                                      | 75.93 مليار         |
| الناتج المحلي الإجمالي (تعادل القوة الشرائية) بليون دولار | 356.15 مليار                                                                      | 149.89 مليار        |
| الناتج المحلي الإجمالي الاسمي للفرد دولار أمريكي          | 17.55 ألف                                                                         | 6.47 ألف            |
| الناتج المحلي الإجمالي للفرد دولار أمريكي                 | 31.19 ألف                                                                         | 13.26 ألف           |
| مؤشر التنمية البشرية                                      | 0.878                                                                             | 0.715               |
| رمز المكالمات الدولي                                      | +420                                                                              | +1809، +1829، +1849 |
| رمز الإنترنت                                              | .cz                                                                               | .do                 |
| المنطقة الزمنية                                           | ت ع م+01:00، ت ع م+02:00، توقيت وسط أوروبا، توقيت وسط أوروبا الصيفي، أوروبا/براغ ‏ | 00                  |

## منظمات دولية مشتركة
يشترك البلدان في عضوية مجموعة من المنظمات الدولية، منها:
| علم المنظمة | اسم المنظمة                        | تاريخ انضمام التشيك | تاريخ انضمام جمهورية الدومينيكان |
| ----------- | ---------------------------------- | ------------------- | -------------------------------- |
|             | مؤسسة التنمية الدولية              | 1993                | 16 نوفمبر 1962                   |
|             | يونسكو                             | 22 فبراير 1993      | 4 نوفمبر 1946                    |
|             | مؤسسة التمويل الدولية              | 1993                | 31 أكتوبر 1961                   |
|             | منظمة حظر الأسلحة الكيميائية       | ?                   | ?                                |
|             | الأمم المتحدة                      | 19 يناير 1993       | 24 أكتوبر 1945                   |
|             | منظمة الشرطة الجنائية الدولية      | ?                   | ?                                |
|             | البنك الدولي للإنشاء والتعمير      | 1993                | 18 سبتمبر 1961                   |
|             | الاتحاد البريدي العالمي            | ?                   | ?                                |
|             | وكالة ضمان الاستثمار متعدد الأطراف | 1993                | 7 مارس 1997                      |
|             | منظمة التجارة العالمية             | ?                   | ?                                |

## وصلات خارجية
- موقع وزارة الخارجية التشيكية